# Stadomelli
Stadomelli è una frazione di 26 abitanti nel comune di Rocchetta di Vara, nella media e alta Val di Vara, in provincia della Spezia.

## Geografia fisica
Fanno parte del territorio frazionario anche le località di Fornello (36 abitanti) e di Manzile (29 abitanti), per un totale di circa 91 abitanti.

## Storia
Il borgo di Stadomelli, un tempo denominato "il Prado", fu in origine oggetto di aspra contesa fra i Vescovi di Luni e di Brugnato e l’importanza della chiesa al pari della posizione strategica del luogo lo stanno a dimostrare. Arrivarono poi i Malaspina di Villafranca Lunigiana che ne furono a lungo padroni.
La presenza di una struttura fortificata malaspiniana è documentata nel 1416 in occasione dell’uccisione di Oderico Biassa, rappresentante alla Spezia della Repubblica di Genova, per ordine di Gabriello Malaspina, marchese di Villafranca e signore di Brugnato, ad opera di un gruppo di sicari. La risposta dei Genovesi all’omicidio fu pesantissima con l’occupazione di una quindicina di castelli dello Spino Secco e la distruzione della maggior parte di essi fatta eccezione per alcuni fra i quali quello di Stadomelli. A metà del XVI secolo il territorio di Stadomelli unitamente a Cavanella passò sotto Giovan Battista Malaspina e da lui per successione al figlio Alfonso. Ultimo signore è Tommaso Malaspina a cui seguì la breve parentesi napoleonica che segnò la fine del feudalesimo.
All'inizio del XX secolo vi fu una massiccia emigrazione di famiglie di Stadomelli in Scozia.

## Monumenti e luoghi d'interesse

### Architetture religiose
- Chiesa parrocchiale di San Giovanni Battista.
- Oratorio dell'Immacolata Concezione - località Manzile.[5]
- Oratorio della Madonna Pellegrina.[5]
- Oratorio San Pietro Martire.[5]